# سندرم خودآبجوسازی
نشانگان خودآبجوسازی (انگلیسی: Auto-brewery syndrome) یک وضعیت پزشکی نادر است که طی آن، مقادیر مستی‌زای الکل اتانول، توسط فرایند تخمیر درون‌زاد در دستگاه گوارش ساخته می‌شود. علت این حالت، وجود نوعی مخمر به نام «ساکارومایسس سرویزیه» در دستگاه گوارش است. پژوهش‌های اخیر نشان داده که باکتری «کلبسیلا نومونیا» هم قادر است کربوهیدرات‌ها را در درون روده به الکل تبدیل کند و بروز بیماری کبد چرب غیر الکلی در فرد را تسریع نماید.
این حالت ممکن است در مبتلایان به «سندرم روده کوتاه» متعاقب برداشت قسمتی از روده رخ دهد که طی آن کربوهیدرات جذب‌نشده، تخمیر می‌گردد.
ادعای تخمیر درون‌زادِ اینچنینی، چندبار برای دفاع در برابر اتهامات رانندگی در حین مستی استفاده شده‌است. اما از آنجایی که قضات دادگاه، چنین دفاعیاتی را نپذیرفته و احکام زندان برای این رانندگان صادر کرده‌اند، پزشکان توصیه می‌کنند که افراد مبتلا به این وضعیت، در راندن وسایل نقلیه بسیار محتاط و دست‌به‌عصا باشند؛ چرا که در برخی حوزه‌های قضایی، این رانندگان را به‌دلیل بالا بودن میزان الکل خونشان دستگیر می‌کنند، حتی اگر راننده هنگام دستگیری حالت مستی نداشته و در شرایط عادی باشد.
یک مورد از این وضعیت به‌مدت ۲۰ سال بدون تشخیص باقی مانده بود. این وضعیت را به عنوان یکی از دلایل احتمالی سندروم مرگ ناگهانی نوزاد مورد بررسی قرار دادند، که البته وجود ارتباط میان این دو را رد کردند.
نوع خاصی از این وضعیت نیز در کسانی که اختلالات کبدی دارند رخ می‌دهد که در آنها کبد نمی‌تواند الکل را به‌درستی تجزیه و دفع کند. در این افراد، حتی اگر مقدار الکل تولیدی در روده‌ها بسیار ناچیز باشد، باز هم «سندرم خودآبجوسازی» رخ می‌دهد و حالت مستی در فرد دیده می‌شود.

## علائم
این وضعیت می‌تواند تأثیر عمیقی بر زندگی روزمره فرد داشته باشد. علاوه بر عواقب ناشی از آروغ زدن‌های شدید، گیجی، خشکی دهان، حالت خماری، عدم داشتن موقعیت‌آگاهی، سندرم روده تحریک‌پذیر و سندرم خستگی مزمن؛ مشکلات دیگری نظیر اختلال افسردگی عمده، اضطراب و بازدهی شغلی پائین نیز ممکن است رخ دهند. بروز مستی‌های بی‌اختیاری، مشکلاتی را برای فرد ایجاد می‌کند و از آنجایی که اطلاعات کافی دربارهٔ این بیماری در دست نیست، مدت‌ها طول می‌کشد که مبتلایان به آن به‌دنبال درمان بروند.

## تشخیص
وجود الکل در بدن این افراد را می‌توان با الکل‌سنجی تنفسی یا آزمایش خون کشف کرد، منتها این کار می‌بایست در ساعات متفاوت از شبانه روز انجام شود تا بتوان تغییرات نرمال سطح خونی الکل را در این افراد اثبات کرد.